# بخشداری آرادان

## بخشداری مرکزی آرادان
علیرضا محتشمی
سیدعباس شجاعی
احمد لهردی
حمید دهقانی( درحال حاضر )

## سوابق علمی، اجرایی و مدیریتی آقای دکتر حمید دهقانی بخشدار مرکزی آرادان
حمید دهقانی
دانش آموخته دانشگاه عالی دفاع ملی در رشته امنیت ملی می‌باشد
سوابق تحصیلی ایشان دارای کارشناسی در رشته علوم اجتماعی گرایش مردم شناسی
کارشناسی ارشد در رشته علوم اجتماعی با گرایش جامعه‌شناسی 
دکترای امنیت ملی از دانشگاه عالی دفاع ملی می‌باشد.
سوابق علمی و پژوهشی ایشان بشرح ذیل می‌باشد: 

### چاپ مقاله
1- بررسی بازارچه‌های مرزی و تاثیر آن بر امنیت مرزهای جمهوری اسلامی ایران 
2- جایگاه و نقش امنیت ملی در سیاست خارجی جمهوری اسلامی ایران 

### چاپ کتب
1- کتاب روند تغییر هسته ایران و امنیت کشور
2- کتاب برجام و مقایسه مواضع احزاب و جناح‌های سیاسی ایران 
3-کتاب تاثیر رضایت اجتماعی بر مهاجرت 

### سوابق مدیریتی
1- شهردار کهن‌آباد 
2-رئیس جمعیت هلال احمر شهرستان گرمسار 
3- بخشدار مرکزی آرادان 
سمت‌های مختلف  در مجموعه استانداری سمنان